# Гертринген
Гертринген (нем. Gärtringen) — община в Германии, в земле Баден-Вюртемберг. 
Подчиняется административному округу Штутгарт. Входит в состав района Бёблинген.  Население составляет 12 116 человек (на 31 декабря 2010 года). Занимает площадь 20,21 км².
Коммуна подразделяется на 2 сельских округа.

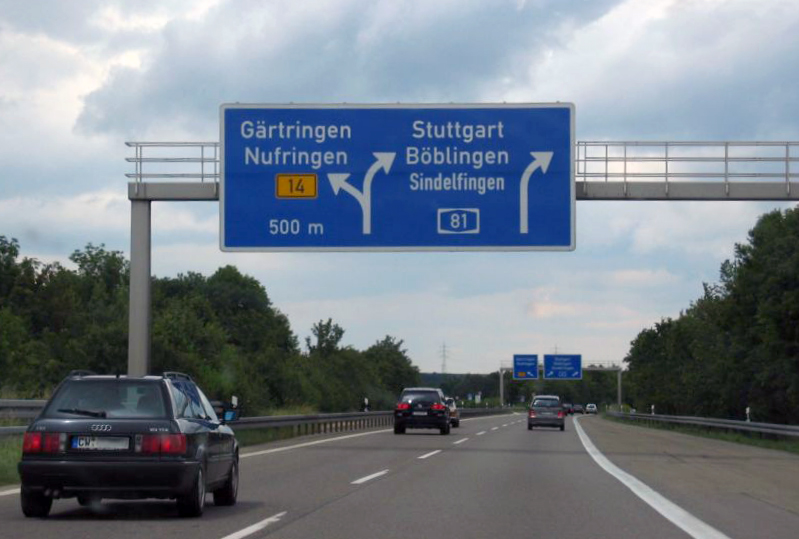
Гертринген